# SS-Ehren- und Rangführer zur besonderen Verwendung
SS-Ehren- und Rangführer zur besonderen Verwendung waren Dienstgrade, die am 23. Juni 1933 von Heinrich Himmler eingeführt wurden und in die Personen ehrenhalber befördert werden konnten. Die Titel wurden „für besondere Verdienste um die Belangenschaften der SS und des Öffentlichen Lebens“ verliehen. Der Rang entsprach in etwa der Stellung à la suite der Kaiserzeit. Die ersten SS-Ehrenführer entstammen dem Freundeskreis Reichsführer SS, als Heinrich Himmler von den 32 nicht der SS angehörigen Mitgliedern 15 in den Rang von Ehrenführern erhob.
Mitte der 1930er-Jahre wurden die Rang- und Ehrenführer zur besonderen Verwendung abgeschafft. Ehrenhalber aufgenommene SS-Mitglieder mussten nun innerhalb von sieben Tagen einen Aufnahme- und Verpflichtungsschein einreichen und einen Eid auf Hitler leisten, was sie letztendlich zu regulären Mitglieder des SS-Führungskorps machte. Doch im Gegensatz zu den übrigen SS-Mitgliedern wurden sie nicht rassisch gemustert.
Auch das 1937 herausgegebene Organisationsbuch der NSDAP führte die einstigen Rang- und Ehrenführer als Angehörige des regulären SS-Führerkorps:

„Die Bezeichnungen Ehren- und Rangführer zur besonderen Verwendung fallen fort, da den Ehrentitel ‚SS-Mann‘ jeder vollberechtigte Angehörige der Schutzstaffel vom SS-Mann bis zum Reichsführer SS führt.“

## Geschichte
Ehrenführer gab es seit 1931 in der Sturmabteilung. Erster SA-Ehrenführer im Range eines Standartenführers wurde August Wilhelm von Preußen, der im November 1931 ehrenhalber in die SA aufgenommen wurde. Ab 1933 wurden auch einflussreiche Persönlichkeiten des öffentlichen Lebens und großzügige Förderer der NSDAP belohnt, ohne dass sie der Partei oder einer ihrer zahlreichen Gliederungen beitreten mussten. Auch wurden verdiente Parteimitglieder mit ihnen ausgezeichnet. So war beispielsweise Hermann Göring, regulärer SA-Dienstgrad „SA-Obergruppenführer“, auch „Ehrenstandartenführer“ der SA-Standarte „Feldherrnhalle“.
Am 23. Januar 1936 fiel das bisherige System der Ehrenführer mit den bis dahin verwendeten Kragenspiegeln und Ärmelstreifen, welche die Ehren- und Rangführer bisher gekennzeichnet hatten, in allen NS-Organisationen weg: Ehrenführern der SS wurden nun die regulären Dienstgradspiegel und bis spätestens 1938 reguläre SS-Nummern verliehen. Allein das NSFK führte ab 1940 wieder einen gesonderten Kragenspiegel für seine Ehrenführer ein, da es nicht als Parteiorganisation, sondern als ein der NSDAP angeschlossener Verband galt.
SS-Ehren- und Rangführer wurden auch offiziell in den ersten beiden Ausgaben der SS-Dienstalterslisten geführt. Darüber hinaus gab es für diese Personengruppe auch das eigenständige „Verzeichnis der Ehren- und Rangführer der SS“, welches im April 1934 erschien.
Als letzte SS-Ehrenführer schlug Himmler Albert Speer (Dezember 1944), Hermann Göring und Hans-Adolf Prützmann (beide April 1945) vor. Diese drei sollten ehrenhalber in den Stand eines SS-Oberst-Gruppenführers eingesetzt werden. Speer lehnte diese zweifelhafte Ehre allerdings ab. Göring, der gerne Titel sammelte, fiel wenig später bei Adolf Hitler in Ungnade und bei Prützmann in seiner Eigenschaft als Generalinspektor für Spezialabwehr kam es wegen des Kriegsendes nicht mehr zu einer Ernennung.

### SS-Ehrenführer
Der Sonder-Dienstgrad  „SS-Ehrenführer“ wurde  erstmals am 15. März 1932 an Max Amann verliehen, als dieser ehrenhalber zum SS-Gruppenführer ernannt wurde. Als SS-Ehrenführer galten alle Ehrenmitglieder der SS ab dem Dienstgrad eines SS-Standartenführers. 
SS-Ehrenführer waren meist im höheren Verwaltungsdienst eingesetzt und anfangs einem SS-Oberabschnitt, einem SS-Abschnitt oder einer SS-Standarte zugeteilt. Dieser Ehrentitel wurde auch sogenannten „Alten Kämpfern“ verliehen. SS-Ehrenführer brauchten kein eingeschriebenes Mitglied der SS oder gar der NSDAP sein. Zudem waren SS-Ehrenführer vom „SS-Dienst“ befreit, hatten aber gegenüber anderen SS-Angehörigen keinerlei Befehlsgewalt. Einzige Verpflichtung des Trägers war, bei besonderen Anlässen die Uniform der SS zu tragen und weiterhin die SS finanziell über den „Freundeskreis Reichsführer SS“ zu unterstützen. Der Historiker Bastian Hein hält fest, dass sich im obersten SS-Führerkorps sehr viele SS-Ehrenführer befunden haben müssen, da es sich binnen kürzester Zeit mehr als verdoppelte, während die Wachstumsquote der SS nur bei 16 Prozent lag. Er zitiert zum Beweis dafür die Feststellung August Heißmeyers vom November 1937:

„[...] dass über 50 % der SS-Führer nicht im Schutzstaffeldienst verwandt werden, sondern nur aufgrund ihrer Tätigkeit in der Partei, in der Bewegung und im Staate in der Schutzstaffel geführt werden.“

Letzter Ehrenführer der SS vor der Reform vom 23. Januar 1936 war laut der Dienstaltersliste der SS von 1935 Johann Engel (SS-Nr. 186.488, NSDAP-Nr. 72.201), der mit Wirkung zum 20. April 1935 zum SS-Oberführer ernannt und dem Oberabschnitt Ost zugeordnet wurde. Nach der Einstellung der „Ehren- und Rangführerschaft“ mit der Reform vom 23. Januar 1936 wurden SS-Ehrenführer offiziell in die Allgemeine SS übernommen und dort erscheinen sie zumeist als Angehörige einer im Stab RFSS eingesetzten Personengruppe. Auch waren sie teilweise einer Stammabteilung zugeteilt. Neue SS-Ehrenführer waren verpflichtet, nach Verleihung ihrer „Ehrendienststellung“ innerhalb einer Woche einen „Aufnahme- und Verpflichtungsschein“ einzureichen, der sie – mit der anschließenden Vergabe einer SS-Nummer – zu offiziellen SS-Angehörigen machte. Überdies wurden SS-Ehrenführer im Unterschied zu regulären SS-Anwärtern „rassisch“ nicht „gemustert“.

### SS-Rangführer
Der Ehrentitel „SS-Rangführer“ wurde zeitgleich mit dem des „SS-Ehrenführers“ eingeführt und umfasste in der Allgemeinen SS die ehrenhalber dort aufgenommenen Angehörigen der Dienstgradgruppen Untersturm- bis Obersturmbannführer.
Was diese Personengruppe von den Ehrenführern unterschied, war die Tatsache, dass diese reguläre SS-Angehörigen waren und dementsprechend über eine offizielle SS-Nummer verfügten und dass sie dem unteren und mittleren Führungskorps einer SS-Stammabteilung oder eines SS-Sturmbanns zugeordnet waren. In der Regel wurde dieser Personenkreis aus ehemaligen Reichswehr- und Polizeioffizieren gebildet, die aufgrund ihres Fachwissens in die Allgemeine SS aufgenommen worden waren.
Rangführer der Verfügungstruppe und der Totenkopfverbände waren aktive Angehörige der Reichswehr und der Polizei, die ebenfalls aufgrund ihres Fachwissens in diese überstellt wurden.
Was Rangführer von „normalen“ SS-Angehörigen unterschied, war die Tatsache, dass sie bei Eintritt in die SS nicht „rassisch gemustert“ wurden, also nicht das Auswahlverfahren der SS-Bewerber zu durchlaufen hatten. Diese Personengruppe bildete den Vorläufer der späteren SS-Fachführer.
Die „Rangführerschaft in der SS“ wurde spätestens im Oktober 1935 ersatzlos eingestellt, nachdem im Januar desselben die letzten Rangführer ernannt worden waren: Letzter SS-Rangführer wurde vor der Reform vom 23. Januar 1936 laut der SS-Dienstaltersliste von 1935 Hans Perko (SS-Nr. 261.324), der mit Wirkung vom 30. Januar 1935 als Untersturmführer der SS-Sammelstelle Dachau zugeordnet wurde.

## Uniformierung und Abzeichen

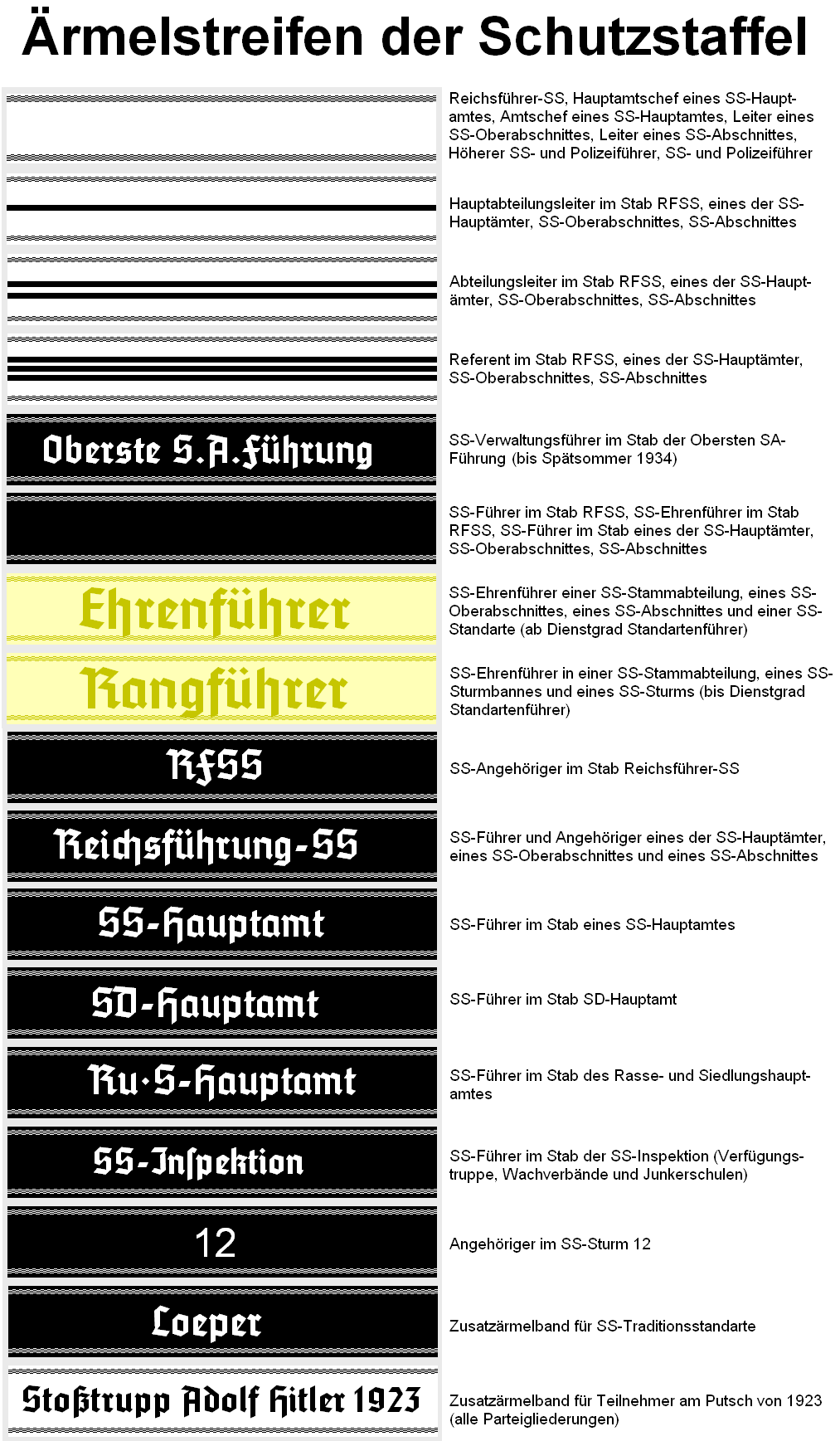
Die verschiedenen Ärmelstreifen der SS

### SS-Ehrenführer
SS-Ehrenführer trugen jeweils die aktuellen schwarzen Uniformen der Allgemeinen SS. In dieser wurden zwischen dem 23. Juni 1933 und dem 23. Januar 1936 Kragenspiegel nach dem Vorbild der Standardkragenspiegel für SA-Ehrenführer verwendet: Diese bestanden aus dem Dienstgrad-Spiegel eines Standartenführers, welche beidseitig ein einzelnes Eichenblatt aufwiesen. Hinzu kamen bei den Ehrenführern drei messingfarbene Rangsterne, dazu auf dem rechten Kragenspiegel noch eine 7 mm große Metallziffer, die unter dem Eichenblatt des rechten Kragenspiegels getragen wurde. Diese Nummer entsprach der SS-Standarte, die der jeweilige Ehrenführer zugeteilt wurde. Angesichts dessen führte die Reichsleitung SS sie auch als „zugeteilte SS-Führer“.
Allerdings war bei der SS der Spiegeluntergrund schwarz und die Kordel-Einfassung silbern gehalten, während bei den übrigen NS-Organisationen die Standardkragenspiegel der SA beibehalten wurden, die einen hellblauen Untergrund und goldfarbene Kordel-Einfassungen aufwiesen. Das NSFKK führte spätestens 1940 einen eigenen Kragenspiegel für seine Ehrenführer ein, der deutlich von der SA-Vorgabe abwich.
Am linken Ärmelaufschlag wurde auf der schwarzen Uniform anstelle des üblichen „Sturmstreifens“ anfänglich ein elfenbeinfarbener Ärmelstreifen getragen, der in Goldstickerei und Frakturschrift die Bezeichnung „Ehrenführer“ (teilweise mit Zusatzangaben) aufwies. Bereits 1934 wich der elfenbeinfarbene Ärmelstreifen einem silberfarbenen, der nun eine graue Inschrift beinhaltete. Dieser eigenständige Ärmelstreifen wies jetzt aus, dass die SS seit Sommer dieses Jahres eine von der SA-Führung völlig eigenständige NS-Organisation darstellte.
Nach der Reform vom 23. Januar 1936, bei der die Ehrendienst-Stellung „Ehrenführer“ aufgegeben und deren Inhaber als reguläre SS-Angehörige auswiesen, wurde nun in der Allgemeinen SS ein besonderes Uniformrecht eingeführt, welches beispielsweise einen Leo von Jena berechtigte, die Dienstgradabzeichen und -titel seines in der Allgemeinen SS erreichten Dienststellung auch in der Waffen-SS zuführen, obgleich er diesen dort bislang nicht erreicht hatte.

### SS-Rangführer
SS-Rangführer trugen in der Allgemeinen SS sowie in den bewaffneten SS-Verbänden (Verfügungstruppe, Totenkopfverbände) ebenfalls die schwarzen Uniformen der SS. Im Gegensatz zu den ihnen übergeordneten Ehrenführern trugen sie auf ihren Uniformen die standardmäßigen Kragenspiegel ihrer Einheiten, denen sie zugeordnet waren. 
Als Unterscheidungsmerkmal zu „normalen“ Angehörigen ihrer Einheit, wiesen Rangführer einen besonderen Ärmelstreifen auf, die wie jener der Ehrenführer gestaltet war: 1933–1934 war der Untergrund dieses Ärmelstreifens goldfarben und wies in Goldstickerei den Fraktur-Schriftzug „Rangführer“ auf, der mit Zusatzangaben ergänzt werden konnte. Ab 1934 wich die elfenbeinfarbene Untergrundfarbe einer silberfarbenen und der Schriftzug war nun in Grau gehalten.

## Tabelle der SS-Ehrenführer (1934)
| lfd. Nr. | Name                   | NSDAP-Nummer | SS-Nummer bis 1934 | SS-Nummer nach 1934 | Ehrenführerschaft | zugeteilt             | letzter erreichter Dienstgrad | Beförderungsdatum  | Funktion/Dienststelle         | Bemerkungen                                                |
| -------- | ---------------------- | ------------ | ------------------ | ------------------- | ----------------- | --------------------- | ----------------------------- | ------------------ | ----------------------------- | ---------------------------------------------------------- |
| 1        | Max Amann              | 3            |                    | 53.143              | Gruppenführer     | Oberabschnitt Süd     | Obergruppenführer             | 30. Januar 1936    | Stab RFSS                     |                                                            |
| 2        | Philipp Bouhler        | 12           | 54.932             |                     | Gruppenführer     | Oberabschnitt Süd     | Obergruppenführer             | 30. Januar 1936    | Stab RFSS                     |                                                            |
| 3        | Otto Dietrich          | 126.727      | 101.349            |                     | Gruppenführer     | Oberabschnitt Süd     | Obergruppenführer             | 20. April 1941     | Stab RFSS                     |                                                            |
| 4        | Albert Forster         | 1.924        | 158                |                     | Gruppenführer     | SS-Standarte 36       | Obergruppenführer             | 31. Dezember 1941  | Stab RFSS                     |                                                            |
| 5        | Wilhelm Kube           | 71.682       | 114.771            |                     | Gruppenführer     | SS-Standarte 27       | Gruppenführer                 | 27. Januar 1934    |                               | Am 11. März 1936 aus der SS ausgetreten.                   |
| 6        | Wilhelm Grimm          | 10.134       | 199.823            |                     | Gruppenführer     | Oberabschnitt Süd     | Gruppenführer                 | 27. Januar 1934    | Stab RFSS                     |                                                            |
| 7        | Konrad Henlein         | 6.600.001    |                    | 310.307             | Gruppenführer     | Stab RFSS             | Obergruppenführer             | 21. Juni 1943      | Stab RFSS                     |                                                            |
| 8        | Karl Kaufmann          | 32.667 (95)  | 119.459            |                     | Gruppenführer     | SS-Standarte 28       | Obergruppenführer             | 30. Januar 1942    | Stab RFSS                     |                                                            |
| 9        | Friedrich Hildebrandt  | 3.653        | 128.802            |                     | Gruppenführer     | SS-Standarte 22       | Obergruppenführer             | 30. Januar 1942    | Stab RFSS                     |                                                            |
| 10       | Karl Fiehler           | 37           | 91.724             |                     | Gruppenführer     | Oberabschnitt Süd     | Obergruppenführer             | 30. Januar 1942    | Stab RFSS                     |                                                            |
| 11       | Wilhelm Loeper         | 6.980        | 142.592            |                     | Gruppenführer     | SS-Standarte 21       | Gruppenführer                 | 22. Januar 1934    |                               |                                                            |
| 12       | Karl Wahl              | 9.803        | 228.017            |                     | Gruppenführer     | Oberabschnitt Süd     | Gruppenführer                 | 9. November 1934   | Stab RFSS                     |                                                            |
| 13       | Wilhelm Murr           | 128.073      |                    | 147.545             | Gruppenführer     | Oberabschnitt Südwest | Gruppenführer                 | 9. November 1934   |                               |                                                            |
| 14       | Fritz Sauckel          | 1.395        |                    | 254.890             | Gruppenführer     | Oberabschnitt Mitte   | Obergruppenführer             | 30. Januar 1942    | Stab RFSS                     |                                                            |
| 15       | Kurt Schmitt           | 2.651.252    | 101.346            |                     | Oberführer        | Oberabschnitt Ost     | Brigadeführer                 | 15. September 1935 | beim Stab RFSS                |                                                            |
| 16       | Wilhelm Dreher         | 12.905       | 11.715             |                     | Oberführer        | Abschnitt X           | Brigadeführer                 | 15. September 1936 | Reichssicherheitshauptamt     |                                                            |
| 17       | Hans Egon Engell       | 457.918      |                    | 251.075             | Oberführer        | Abschnitt XV          | Oberführer                    | 20. April 1934     |                               | Seit 1938 vom SS-Dienst beurlaubt.                         |
| 18       | Christian Weber        | 15           |                    | 265.902             | Oberführer        | Oberabschnitt Süd     | Brigadeführer                 | 26. Juli 1936      | Inspektor SS-Reitschulen      | Zuständig für die Reiter-SS und deren Pferdezuchtbetriebe. |
| 19       | Joachim von Ribbentrop | 1.199.927    | 63.083             |                     | Standartenführer  | Oberabschnitt Ost     | Gruppenführer                 | 13. September 1936 | Stab RFSS                     |                                                            |
| 20       | Friedrich Weber        | 1.310.670    |                    | 145.113             | Standartenführer  | SS-Standarte 34       | Gruppenführer                 | 9. November 1944   |                               |                                                            |
| 21       | Rudolf Diels           | 3.955.308    | 187.116            |                     | Standartenführer  | Oberabschnitt Ost     | Oberführer                    | 20. April 1939     | beim Stab Abschnitt IV        |                                                            |
| 22       | Wilhelm Röder          | 469.137      | 119.493            |                     | Standartenführer  | Oberabschnitt Süd     | Brigadeführer                 | 17. März 1940      | beim Stab RFSS                |                                                            |
| 23       | Johann Engel           | 72.201       | 186.488            |                     | Standartenführer  | Oberabschnitt Ost     | Brigadeführer                 | 30. Januar 1942    | beim Stab Oberabschnitt Spree |                                                            |

## Tabelle der SS-Rangführer (1934)
| lfd. Nr. | Name                   | NSDAP-Nummer | SS-Nummer bis 1934 | SS-Nummer nach 1934 | Rangführerschaft    | zugeteilt                           | letzter erreichter Dienstgrad | Beförderungsdatum  | Funktion/Dienststelle                                | Bemerkungen |
| -------- | ---------------------- | ------------ | ------------------ | ------------------- | ------------------- | ----------------------------------- | ----------------------------- | ------------------ | ---------------------------------------------------- | --- |
| 1        | Hans Saupert           | 25.045       | 119.494            |                     | Obersturmbannführer | II. Sturmbann der SS-Standarte 1    | Brigadeführer                 | 20. April 1938     | beim Stab RFSS                                       | |
| 2        | Wilhelm Tengelmann     | 332.112      | 53.091             |                     | Sturmbannführer     | 2. Sturm der SS-Standarte 42        | Obersturmbannführer           | 30. Januar 1935    | beim Stab Abschnitt V                                | |
| 3        | Theodor Pakheiser      | 357.240      | 6.601              |                     | Sturmbannführer     | I. Sturmbann der SS-Standarte 62    | Sturmbannführer               | 24. Januar 1934    |                                                      | |
| 4        | Karl Schaeffer         | 4.494        |                    |                     | Sturmbannführer     | III. Sturmbann der SS-Standarte 75  | Sturmbannführer               | 20. April 1934     |                                                      | |
| 5        | Richard Kolb           | 659.290      | 60.827             |                     | Sturmhauptführer    | III. Sturmbann der SS-Standarte 1   | Sturmhauptführer              | 20. Mai 1933       |                                                      | |
| 6        | Georg W. Schmidt       | 33.560       |                    |                     | Sturmhauptführer    | I. Sturmbann der SS-Standarte 2     | Sturmhauptführer              | 1. Februar 1934    |                                                      | |
| 7        | Hermann Muhs           | 152.594      | 54.402             |                     | Sturmhauptführer    | SS-Standarte 51                     | Oberführer                    | 8. November 1938   | beim Stab RFSS                                       | 1941 aus der SS entlassen. |
| 8        | Ludwig Ruckdeschel     | 29.308       | 234.190            |                     | Sturmhauptführer    | SS-Standarte 41                     | Brigadeführer                 | 9. November 1941   | beim Stab RFSS                                       | |
| 9        | Franz Schwarz          | 680.364      | 54.933             |                     | Sturmhauptführer    | 3. Sturm der SS-Standarte 42        | Oberführer                    | 30. Januar 1942    | beim Stab des Wirtschafts- und Verwaltungshauptamtes | |
| 10       | Richard Jahr           | 515.165      | 106.481            |                     | Obersturmführer     | 1. Sturm der SS-Standarte 58        | Hauptsturmführer              | 12. September 1937 | SS-Standarte 58                                      | Jahr wurde in der 1934er Dienstaltersliste mit der NSDAP-Nummer 75.165 geführt. In den späteren Ausgaben erscheint er mit der hier aufgeführten. |
| 11       | Karl Peucer            | 1.117.308    | 123.520            |                     | Obersturmführer     | 1. Sturm der SS-Standarte 1         | Oberführer                    | 30. Januar 1938    | beim Stab RFSS                                       | |
| 12       | Arthur Neumann         | 20.109       | 295                |                     | Obersturmführer     | 5. Sturm der SS-Standarte 7         | Obersturmführer               | 22. Januar 1934    | Stammabteilung 48                                    | |
| 13       | Willy Meerwald         | 1.552.922    | 113.656            |                     | Obersturmführer     | 3. Sturm der SS-Standarte 6         | Obersturmbannführer           | 20. April 1938     | beim Stab SS-Hauptamt                                | |
| 14       | Engelbert Pappenberger | 14.174       | 650                |                     | Obersturmführer     | SS-Standarte 34                     | Obersturmführer               | 13. August 1934    | Stammabteilung 1                                     | |
| 15       | Willy Sachs            | 2.547.272    | 87.064             |                     | Obersturmführer     | 6. Sturm der SS-Standarte 56        | Obersturmbannführer           | 1. Juli 1943       | beim Stab RFSS                                       | |
| 16       | Edmund von Thermann    | 1.508.059    | 100.320            |                     | Obersturmführer     | Oberabschnitt Nord                  | Oberführer                    | 30. Januar 1939    | beim Stab Abschnitt Nordsee                          | |
| 17       | Max Moosbauer          | 14.818       | 1.462              |                     | Sturmführer         | I. Sturmbann der SS-Standarte 31    | Sturmbannführer               | 9. November 1938   | beim Stab Abschnitt XXVIII                           | |
| 18       | Erich Gritzbach        | 3.473.289    | 80.174             |                     | Sturmführer         | II. Sturmbann der SS-Standarte 6    | Oberführer                    | 20. April 1938     | beim Stab RFSS                                       | |
| 19       | Heinz Franke           | 103.408      | 114.867            |                     | Sturmführer         | 5. Sturm der SS-Standarte 15        | Hauptsturmführer              | 30. Januar 1938    | Stab RFSS                                            | |
| 20       | Emil Heinrich Meyer    | 2.590.797    | 115.983            |                     | Sturmführer         | 1. Sturm der SS-Standarte 42        | Sturmbannführer               | 20. April 1938     | beim Stab Abschnitt III                              | |
| 21       | Gustav Seifert         | 3.388        |                    |                     | Sturmführer         | SS-Standarte 12                     | Sturmführer                   | 12. Dezember 1933  |                                                      | |
| 22       | Karl Dempel            | 1.810        | 3.677              |                     | Sturmführer         | 1. Sturm der SS-Standarte 13        | Sturmbannführer               | 12. September 1937 | beim Stab Oberabschnitt Südwest                      | |
| 23       | Paul Göbel             | 14.302       | 717                |                     | Sturmführer         | 10. Sturm der SS-Standarte 31       | Hauptsturmführer              | 30. Januar 1937    | beim Stab Abschnitt III                              | |
| 24       | Philipp Kreppner       | 6.240        | 398                |                     | Sturmführer         | 7. Sturm der SS-Standarte 3         | Hauptsturmführer              | 30. Januar 1937    | Stammabteilung 3                                     | |
| 25       | Franz Hayler           | 754.133      | 64.697             |                     | Sturmführer         | 4. Sturm der SS-Standarte 1         | Gruppenführer                 | 1. Dezember 1943   | Reichssicherheitshauptamt                            | |
| 26       | Fritz Madel            | 36.213       | 199.824            |                     | Sturmführer         | 1. Sturm der SS-Standarte 12        | Obersturmbannführer           | 30. Januar 1939    | Stammabteilung 12                                    | |
| 27       | Max Schneider          | 192.932      | 10.209             |                     | Sturmführer         | 1. Sturm der SS-Standarte 56        | Sturmbannführer               | 20. April 1939     | beim Stab Abschnitt IX                               | |
| 28       | Ernst Hagemeier        |              | 122.171            |                     | Sturmführer         | Oberabschnitt Süd                   | Sturmführer                   | 26. Mai 1934       |                                                      | |
| 29       | Friedrich Bischoff     |              | 126.568            |                     | Sturmführer         | Oberabschnitt Süd                   | Sturmführer                   | 26. Mai 1934       |                                                      | |
| 30       | Josef Kitzinger        |              |                    |                     | Sturmführer         | Motorsturmbann I der SS-Standarte 1 | Sturmführer                   | 26. Mai 1934       |                                                      | |
| 31       | Helmut Sündermann      | 257.492      | 16.296             |                     | Sturmführer         | 1. Sturm der SS-Standarte 6         | Sturmbannführer               | 20. April 1939     | beim Stab SS-Hauptamt                                | |
| 32       | Karl Schlumprecht      | 375.774      | 47.325             |                     | Sturmführer         | 1. Sturm der SS-Standarte 41        | Standartenführer              | 20. April 1939     | beim Stab Oberabschnitt Süd                          | |
| 33       | Franz Dehler           | 1.369.536    | 74.732             |                     | Sturmführer         | 4. Sturm der SS-Standarte 41        | Standartenführer              | 20. April 1941     | Reichssicherheitshauptamt                            | |
| 34       | Albert Reinke          | 971.095      |                    |                     | Sturmführer         | I. Sturmbann der SS-Standarte 75    | Sturmführer                   | 25. Juni 1934      |                                                      | |
| 35       | Fritz Grauer           | 271.624      | 28.053             |                     | Sturmführer         | Oberabschnitt Ost                   | Hauptsturmführer              | 20. April 1937     | SS-Standarte 55                                      | |
| 36       | Heinrich Götz          | 8.896        | 221.344            |                     | Sturmführer         | 2. Sturm der SS-Standarte 41        | Hauptsturmführer              | 9. November 1937   | SS-Standarte 3                                       | |

## Tabelle der geplanten SS-Ehrenführer 1944–1945
| lfd. Nr. | Name                 | NSDAP-Nummer | SS-Nummer bis 1934 | SS-Nummer nach 1934 | geplante Ehrenführerschaft | zugeteilt | letzter erreichter Dienstgrad | Beförderungsdatum | Funktion/Dienststelle              | Bemerkungen                                                |
| -------- | -------------------- | ------------ | ------------------ | ------------------- | -------------------------- | --------- | ----------------------------- | ----------------- | ---------------------------------- | ---------------------------------------------------------- |
| 1        | Albert Speer         | 474.481      |                    |                     | Oberst-Gruppenführer       |           |                               |                   |                                    | Vorgeschlagen Dezember 1944; Ernennung von Speer abgelehnt |
| 2        | Hermann Göring       |              |                    |                     | Oberst-Gruppenführer       |           |                               |                   |                                    | Vorgeschlagen April 1945.                                  |
| 3        | Hans-Adolf Prützmann | 142.290      | 3.002              |                     | Oberst-Gruppenführer       |           | Obergruppenführer             | 7. November 1941  | Generalinspektor für Spezialabwehr | Vorgeschlagen April 1945                                   |